# Ectoedemia sporadopa
Ectoedemia sporadopa là một loài bướm đêm thuộc họ Nepticulidae. Nó được miêu tả bởi Meyrick năm 1911. Nó được tìm thấy ở Sri Lanka.